# Phaistos (König von Sikyon)
Phaistos (altgriechisch Φαίστος Phaístos, lateinisch Phaestus) war in der griechischen Mythologie der Sohn des Herakles und der Vater des Rhopalos. Eustathios von Thessalonike bezeichnet ihn als Sohn des Rhopalos, eines Sohnes des Herakles.
Nach Pausanias war er der erste, der Herakles als Gott verehrte, der vorher nur als Heros verehrt wurde. Als Ianiskos starb, wurde Phaistos König von Sikyon. Photios erwähnt noch einen Herrscher namens Epopeus, der auch um diese Zeit anzusetzen ist. 
Phaistos regierte 8 Jahre und befolgte dann einen Orakelspruch, wonach er Sikyon verlassen und sich auf Kreta niederlassen solle. Dort gründete er die Stadt Phaistos. Nach seinem Fortgang fiel die Regierung an Zeuxippos. Eusebius von Caesarea hingegen nennt Polypheides als Thronfolger.